# Hiroši Suga
Hiroši Suga (管 洋志, Suga Hiroši, 1945, Hakata, Fukuoka – 2013) byl japonský fotograf, který byl známý také svým působením na Bali.

## Životopis
Suga se narodil v Hakata, prefektura Fukuoka, v roce 1945. Vystudoval fotografii na Nihonské univerzitě.
V roce 1987 získal Cenu Kena Domona za fotografie pořízené na Bali a v roce 1998 Cenu Higašikawy za fotografie Barmy. Byl profesorem na univerzitě Nihon.